# Alexandre III de Rússia
Alexandre III de Rússia (Sant Petersburg, 10 de març de 1845 - Livàdia, Crimea, 1 de novembre de 1894) fou tsar de Rússia des de 1881 fins al 1894.

## Naixement i educació
Segon fill mascle del tsar Alexandre II de Rússia i de la princesa Maria de Hessen-Darmstadt, nasqué a Sant Petersburg el 10 de març de 1845. Per línia paterna era net del tsar Nicolau I de Rússia i de la princesa Carlota de Prússia. Per línia materna, era net del gran duc Lluís II de Hessen-Darmstadt i de la princesa Guillermina de Baden. Per tant, era descendent directe de tsars com la tsarina Caterina II de Rússia, de reis com el rei Frederic II de Prússia o de princeses com Lluïsa de Mecklenburg-Strelitz.
El seu caràcter diferia molt del dels seus il·lustres ancestres. No proferia cap especial interès per l'alta cultura ni per la cultura d'avantguarda. Preferia la vida del camp rus que no la de les grans ciutats i posseïa una escala de valors més pròxima a la d'un jünker prussià o a la d'un aristòcrata rural que no a la d'un sobirà liberal de l'Europa de finals de segle xix.
Els seus primers vint anys de la seva vida els passà sota l'ombra del seu germà gran, el tsarevitx Nicolau de Rússia. A la mort d'aquest l'any 1865 a Sant Petersburg, Alexandre fou declarat el nou tsarevitx. S'inicià en l'estudi del dret rus i de l'administració de l'Imperi a les ordres de Konstantín Pobedonóstsev, catedràtic de la universitat de Moscou i que a partir de l'any 1880 seria el cap de la Santa Sínode russa.

## Regnat
Després de l'assassinat del seu pare, Alexandre va ser informat que seria difícil per a ell estar segur al Palau d'Hivern i va traslladar la seva família al Palau Gatchina, a 30 quilòmetres al sud de Sant Petersburg.
L'economia de Rússia es va veure desafiada per la guerra russo-turca de 1877–1878 i Alexandre pensava que, per a Rússia, el millor era recuperar-se el més ràpidament possible del seu esgotament temporal i preparar-se per a futures contingències mitjançant una reorganització militar i naval introduint reformes, i va prendre iniciatives per estimular el desenvolupament del comerç i la indústria, creant un dèficit i imposant drets de duana a les mercaderies importades. Per pal·liar encara més el dèficit pressupostari, va implementar una major frugalitat i comptabilitat en les finances estatals. El desenvolupament industrial va augmentar durant el seu regnat. També durant el seu regnat, es va iniciar la construcció del ferrocarril Transiberià.

## Casament i descendència
L'any 1864 el tsarèvitx Nicolau, germà d'Alexandre, fou promès amb la princesa Dagmar de Dinamarca. Als pocs mesos aquest moria i Dagmar quedà, de nou, promesa amb el nou tsarevitx. Dagmar i Alexandre es casaren a Sant Petersburg l'any 1866.
La princesa Dagmar de Dinamarca provenia d'una branca secundària i empobrida de la família reial danesa. La sort de la seva família canvià quan el seu pare fou proclamant al tron de Dinamarca al qual accedí l'any 1866. El seu pare fou el rei Cristià IX de Dinamarca i la seva mare la princesa Lluïsa de Hessen-Kassel. La parella tingué sis fills:
- SM el tsar Nicolau II de Rússia nat a Tsàrskoie Seló el 1868 i assassinat a Iekaterinburg amb la resta de la seva família pels bolxevics l'any 1918. Es casà amb la princesa Alexandra F'dorovna.

- SAI el gran duc Alexandre de Rússia nat a Sant Petersburg el 1869 i mort el 1870.

- SAI el gran duc Jordi de Rússia nat a Tsàrskoie Seló el 1871 i mort al Caucas el 1899.

- SAI la gran duquessa Xènia de Rússia nascuda a Sant Petersburg el 1875 i morta el 1960 a la finca rural Wilderness House de Hampton Court on vivia pensionada per la família reial britànica. Es casà amb el seu cosí el gran duc Alexandre de Rússia de la branca dels Mikhailovich.

- SM el tsar Miquel II de Rússia nat a Sant Petersburg el 1878 i executat a Perm pels bolxevics. Es casà morganàticament amb la comtessa Natalia Sergeevna Sheremetievskaja creada princesa Romanovskaja-Brasova.

- SAI la gran duquessa Olga de Rússia nascuda a Peterhoff el 1882 i morta a Ontario el Canadà el 1960. Es casà amb primeres núpcies amb el príncep Pere d'Oldenburg, de la família gran ducal dels Oldenburg del nord d'Alemanya, es divorciaren el 1916. La gran duquessa es casà de nou l'any 1916 amb el capità Nicolai Kulikovski.

## Mort
Conegut en la seva època com el segon gendarme d'Europa (sent el primer el seu avi Nicolau I), va morir abruptament de nefritis l'1 de novembre de 1894 (20 d'octubre al calendari rus antic). Tenia 49 anys. A causa de la seva sobtada mort, no va poder transmetre al seu fill (Nicolau II) el seu estil de govern, en una Rússia on els problemes socials continuarien irresolts, esdevenint en un augment de la conflictivitat que portaria a la revolució russa del 1905 i posteriorment a la Revolució Russa (1917), fet que causaria a la llarga la fi de la dinastia Romanov.